# Michel Serrault
Michel Serrault, född 24 januari 1928 i Brunoy, Essonne, död 29 juli 2007 i Honfleur, Calvados, var en fransk skådespelare.

## Filmografi i urval
- 1966 – Kungen kommer tillbaka
- 1978 - Får jag presentera: Min mamma, herr Albin med Ugo Tognazzi
- 1979 - Paris Killer
- 1980 - Mamma Albin som hemlig agent
- 1985 - La Cage aux Folles 3 – bröllopet
- 1988 - Väck aldrig den snut som sover
- 1994 - Bonsoir med Claude Jade
- 1995 - Nelly och herr Arnaud med Emmanuelle Béart
- 1995 - Min andra familj med Carmen Maura
- 1997 - Svindlande insatser
- 1999 - Sommar vid Loire med Jacques Villeret
- 2001 - Belphégor - Fantomen på Louvren med Sophie Marceau
- 2001 - Svalan som gjorde en sommar
- 2002 - Le papillon